# Rodolfo De Mori
Rodolfo De Mori (Roma, 1º giugno 1892 – Santa Lucia, 26 agosto 1915) è stato un atleta e militare italiano.

## Biografia
Rodolfo De Mori fu un famoso podista tra il 1910 e il 1913. Era diplomato ragioniere ed impiegato ferroviario come disegnatore, ma lo sport era la sua passione principale. 
Era uno dei migliori atleti della S.P. Lazio e aveva vinto importanti gare di livello nazionale, divenendo anche recordman nazionale sugli 800 metri piani. Nei primi anni del Novecento prese parte anche ad alcune partite della sezione calcio biancoceleste, mentre tra il 1911 e 1912 fu anche eletto consigliere sportivo della Lazio e vicesegretario della Sezione sportiva. 
Nel 1913 fece registrare un tempo ufficioso di 10 secondi e 4/5 sui cento metri piani..
Coscritto per la Prima guerra mondiale era partito come sottotenente del 5º reggimento bersaglieri.
Il suo battaglione era stato dislocato tra Camina e Caporetto la notte del 20 agosto. Il 22 attaccò il nemico a quota 558, ma senza riuscire a sfondare la resistenza degli Austriaci e fu costretto a retrocedere sulle posizioni di partenza dopo aver perso molti uomini.
In una di queste azioni Rodolfo De Mori trovava la morte in combattimento il 26 agosto..
Nell'azione che lo porterà ad essere ucciso De Mori verrà decorato con la medaglia d'argento al Valor Militare La sua storia sportiva e militare fu riportata alla luce nel libro
"Dal Tevere al Piave" dallo storico sportivo Fabrizio Munno nel 2015.